# Рокеры (телесериал)
Рокеры (англ. Strange Frequency (дословный перевод - Странная Частота) — сериал ужасов, сюжеты которого так или иначе связаны с жизнью рок-музыкантов и их фанатов. Состоит из трёх частей, которые тем не менее не нумеруются по порядку. Каждая серия состоит из нескольких эпизодов, иногда комедийных, иногда драматических. В съёмках сериала приняли участие несколько известных рокеров, а ведущим во второй и третьей частях выступил участник группы «The Who» Роджер Долтри.

## Состав

### Первая часть
| Эпизод | Название             | Режиссёр       | Актёры                                                       | Краткое содержание |
| ------ | -------------------- | -------------- | ------------------------------------------------------------ | --- |
| 1      | Адская дискотека     | Мэри Ламберт   | Мартин Камминс Эрик Палладино Брэнди Лэдфорд Дэнни Мастерсон | Два закадычных друга-металлиста Бак и Рэнди попадают в аварию рядом со странным клубом, именуемом «The Edge», в котором бесконечно танцуют диско. Чуваки пытаются выбраться оттуда, но выясняется, что в результате аварии они оказались на грани смерти, а вслед за этим попали в ад. А что такое ад для металлиста? Это отнюдь не концерт Black Sabbath. Бака спасателям удаётся реанимировать, а вот Рэнди обречён вечно плясать в полиэстеровом прикиде. |
| 2      | Моё поколение        | Брайан Спайсер | Эрик Робертс Кристофер Мастерсон                             | Конфликт отцов и детей по рок-н-ролльному. По дорогам колесит ветеран рок-движения, которой периодически убивает молодых выскочек. Но однажды он встречает молодчика, который наоборот «валит» рок-старпёров. Теперь у них есть хорошая возможность выяснить какой стиль же в рок-музыке лучше… |
| 3      | Обслуживание номеров | Брайан Спайсер | Холланд Тейлор Джон Тейлор                                   | Джим Блиц уже не выступает в больших аудиториях, однако по-прежнему считает себя звездой рок-н-ролла. Вот и отказать в удовольствии разгромить гостиничный номер себе не может. И здесь его желания разгула сталкивается с усердием горничной, приводящей номер в порядок. Однажды сердце уборщицы не выдерживает, но она и после смерти находит способ проучить бывшую звезду.                                                                              |
| 4      | Более, чем чувство   | Мэри Ламберт   | Марла Соколофф Джадд Нельсон                                 | Мартин обладает уникальным талантом — он способен сразу почувствовать потенциал нового исполнителя. Однако его угнетает то, что его креатуры быстро покидают этот мир. Перед этим он испытывает какое-то странное чувство. Вернувшись домой, он замечает задатки рок-звезды у своей маленькой дочери… |

### Вторая часть
| Эпизод | Название         | Режиссёр     | Актёры                                | Краткое содержание |
| ------ | ---------------- | ------------ | ------------------------------------- | --- |
| 1      | Смертельный блюз | Нил Фернли   | Роджер Долтри Джеймс Марстерс         | Настройщик гитар Митч неожиданно приобретает ноты, записанные Джимми Хендриксом. После этого ему неожиданно предлагают сольную карьеру. Однако музыкант и подозревает, что его наниматель — сам Дьявол, и он собирается взять в качестве оплаты за успех жизнь… |
| 2      | Муза             | Кевин Инч    | Джон Хоукс Пэтси Кензит               | Джаред недавно вышел из больницы для наркоманов, однако теперь он не может писать песни, пока однажды он не встречает девушку, которая представляется поклонницей. Она становится настоящей музой гитариста, но для этого она требует от молодого человека возобновить употребление психоактивных веществ. Выясняется, что имя музы — Зависимость. Чтобы избежать преследований этой подруги Митч бросается с крыши…. |
| 3      | Карма полиции    | Джефф Вулнох | Джейсон Гедрик Линдси Слоун           | Фанатке Ларе удаётся после концерта попасть на after-party, однако вопреки общения по душам фронтмен Винс просто насилует девушку, а потом вышвыривает её на улицу. Сперва она хочет кастрировать музыканта, однако потом находит более жесткий выход — ей удаётся обменяться с Винсом телами. |
| 4      | Та самая песня   | Кевин Инч    | Уэнди Мэлик Питер Штраусс Эмили Холмс | Избирательная кампания кандидата в сенаторы Бена Стентона на грани краха — он попал в аварию вместе со своей молодоей любовницей Дениз. Однако при прослушивании песни, под которой проходила избирательная кампания, Стентон попадает в ту же ситуацию, бежит с места происшествия и… выигрывает кампанию. Узнав об этом, Стентон пытается снова вернуть то время, чтобы избежать смерти Дениз. Он остаётся с любовницей и погибает, а сенатором становится его жена. Бен пытается снова прослушать музыку, но в результате последней аварии он оглох. |

### Третья часть
| Эпизод | Название                        | Режиссёр        | Актёры                                          | Краткое содержание |
| ------ | ------------------------------- | --------------- | ----------------------------------------------- | --- |
| 1      | Как стать послушной рок-звездой | Брентон Спенсер | Илляна Даглас Джейми Кеннеди Джон Тенч          | Подсевшего на наркотики музыканта Пита Дерека его продюсер помещает в реабилитационный центр. Здесь он встречает своих старых знакомых, с которыми когда-то играл на фестивалях. Однажды Пит и его друг Мондо встречают музыканта, который «вылечился» и выписывается для продолжения карьеры. Однако на самом деле в клинике создают клонов, которые могут выступать, но не могут творить. А сами музыканты за дозу вынуждены писать всё новые и новые вещи… |
| 2      | Рок-мама                        | Джефф Вулнух    | Элли Шиди Хэйг Сазерленд                        | Домохозяйка Элен не очень довольна увлечением своего сына рок-н-роллом, хотя иногда выдаёт потрясающе дельные музыкальные советы. Однако иногда её мучают страшные головные боли. Неожиданно Элен начинает ощущать себя рок-дивой Ли Боннер. Между домохозяйкой и музыканткой оказывается странная связь. |
| 3      | Мой лучший друг — Смерть        | Нилл Фернли     | Себастьян Бах Харизма Карпентер Себастьян Спенс | Готическая певица Джулис делает из своих шоу ритуалы смерти. Но однажды она видит в зале Жнеца, после чего одна из поклонниц умирает. Певица скидывает свой готичный прикид и запирается в своей квартире, считая, что Смерть придёт теперь за ней. Тем не менее она впускает в свою квартиру приятного юношу Бреда, который выдаёт себя за Смерть. Однако он лишь пытался получить последнее фото певицы, а затем утопить девушку в ванне. Но на выручку Джулис приходит сам Жнец. Выясняется, что он — давний поклонник певицы…                                                                    |
| 4      | Как стать знаменитым            | Брентон Спенсер | Фрэнк Уэйли Пэм Гриер                           | Неудачник Билли никак не может найти своё место в жизни. У него в жизни лишь одна привязанность — музыка Алекса Клейтона, убитого 15 лет назад. Однажды он решает начать ширяться, после чего переносится в 24 июня 1984 года. После этого Билли снова принимает наркотики и снова оказывается в том же дне. Он пытается спасти Клейтона, но безрезультатно. Тогда Билли совершает ещё одну попытку, в итоге ему всё-таки удаётся попасть в день убийства и видит убийцу. Оказывается, это Билли убил 15 лет назад Алекса Клейтона, а последующие годы провёл в психдоме. Зато теперь все его знают. |